# شهرستان بنتون (تنسی)
شهرستان بنتون، تنسی (به انگلیسی: Benton County, Tennessee) یک سکونتگاه مسکونی در ایالات متحده آمریکا است که در تنسی واقع شده‌است.

## خصوصیات
شهرستان بنتون ۱٬۱۳۰ کیلومترمربع مساحت دارد.